# Бехар
Бехар (ісп. Béjar) — муніципалітет в Іспанії, у складі автономної спільноти Кастилія-і-Леон, у провінції Саламанка. Населення — 12 258 осіб (2021).
Муніципалітет розташований на відстані близько 170 км на захід від Мадрида, 65 км на південь від Саламанки.
На території муніципалітету розташовані такі населені пункти: (дані про населення за 2010 рік)
- Бехар: 14305 осіб
- Фуентебуена: 60 осіб
- Паломарес: 249 осіб
- Вальдесанхіль: 171 особа

## Демографія
Динаміка населення (INE ):

## Галерея

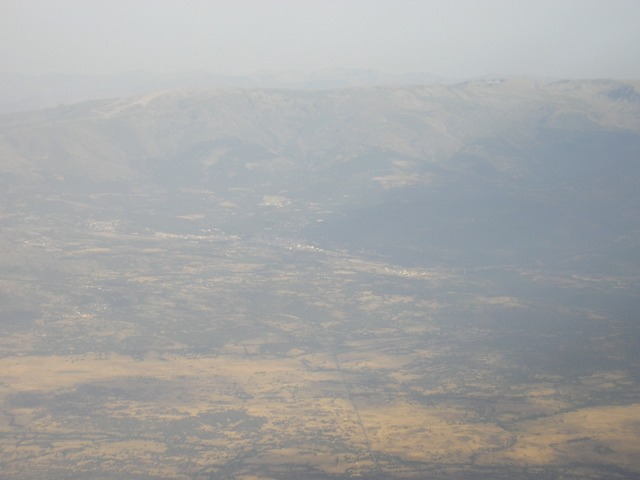
Бехар з висоти пташиного польоту
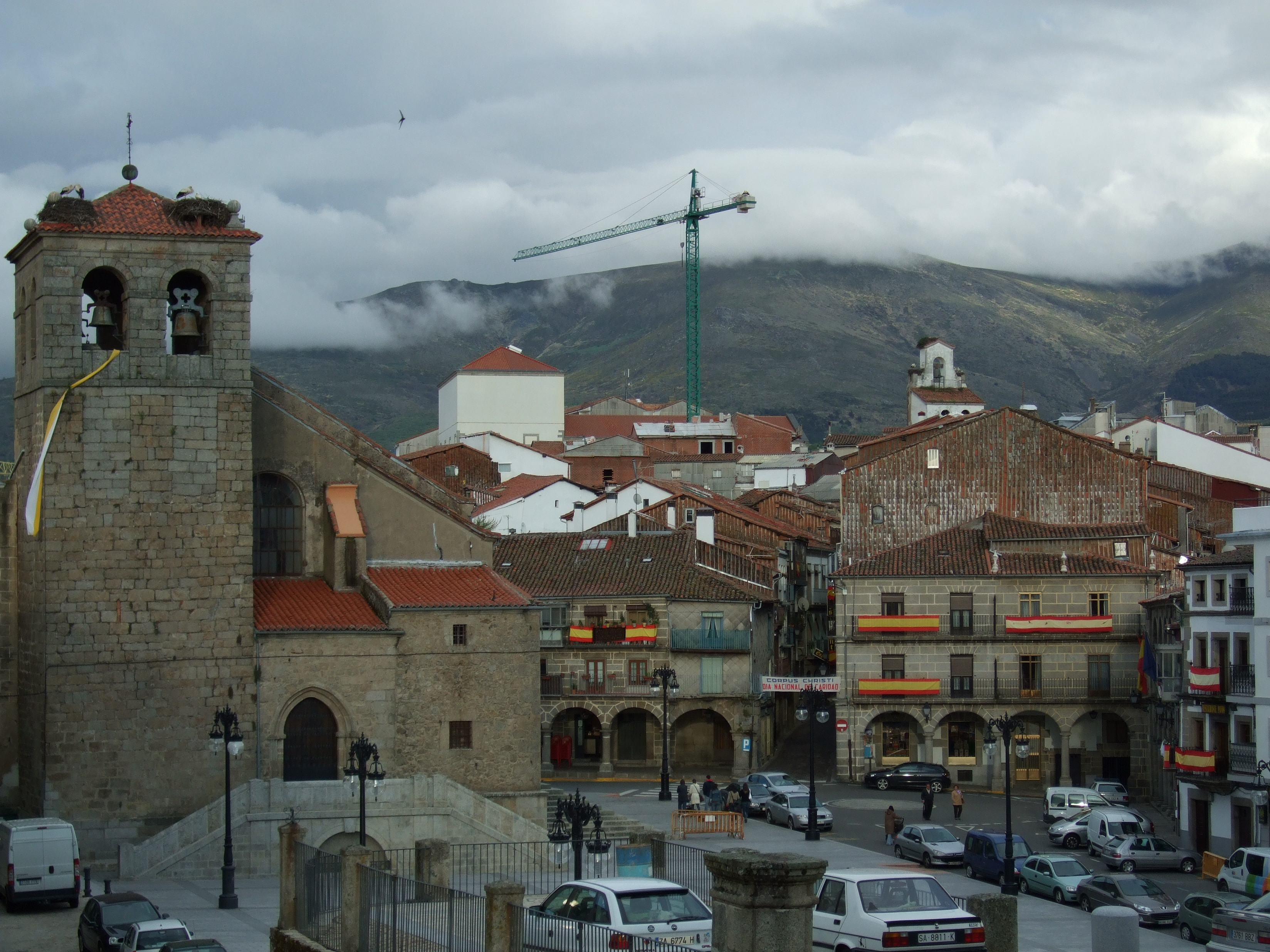
Центральна площа

## Міста-побратими
- Гуарда, Португалія